# Isanthrene basifera
Isanthrene basifera är en fjärilsart som beskrevs av Walker 1864. Isanthrene basifera ingår i släktet Isanthrene och familjen björnspinnare. Inga underarter finns listade i Catalogue of Life.